# Anderson Soares da Silva
Anderson Soares da Silva, detto Mazinho (Barbosa Ferraz, 16 ottobre 1987), è un calciatore brasiliano, centrocampista svincolato.

## Caratteristiche tecniche
Centrocampista e trequartista veloce e abile nel dribbling. Calcia preferibilmente con il piede sinistro.

## Carriera

### Club
Comincia la sua carriera con il Fênix Esporte Clube, squadra di Fênix, città in cui è cresciuto. Gioca per alcune delle principali squadre dello Stato del Paranà: ADAP, AEREB e Portuguesa Londrinense. A seguito di un provino, nel 2005 viene acquistato dall'Oeste. Dopo una serie di prestiti verso club delle divisioni interne, tra cui una parentesi all'America, e dopo la vittoria del Campeonato Paulista do Interior del 2011 proprio con l'Oeste, Mazinho viene acquistato in prestito dal Palmeiras nell'aprile del 2012. Durante la sua prima conferenza stampa, Mazinho attira l'attenzione dei media con il suo carattere, affermando di essere stato soprannominato Messi black dalla torcida dell'Oeste, in riferimento al famoso calciatore argentino Lionel Messi.
Durante la seconda partita con il Palmeiras, Mazinho segna una doppietta nella vittoria per 4-0 contro il Paraná durante una partita di Coppa del Brasile 2012. Nei quarti di finale, Mazinho torna al gol nella storica vittoria in trasferta contro il Grêmio all'Olimpico. Il 17 giugno 2012, Mazinho realizza il suo primo goal nel Brasileirão, durante il match contro il Vasco da Gama. Gioca da titolare le due partite finali di Coppa del Brasile, contro il Coritiba, contribuendo alla vittoria del Palmeiras nella competizione.

## Palmarès

### Club

#### Competizioni nazionali
- Coppa del Brasile: 1

Palmeiras: 2012

### Individuale
- Capocannoniere del Campeonato Brasileiro Série B: 1

2017 (16 reti, alla pari con Bergson)